# Cutler Bay
Cutler Bay, precedentemente chiamata Cutler Ridge, è un comune degli Stati Uniti d'America situato nella parte meridionale della Contea di Miami-Dade dello Stato della Florida.
Secondo le stime del 2011, la città ha una popolazione di 41.236 abitanti su una superficie di 15,84 km².